# Каккурі

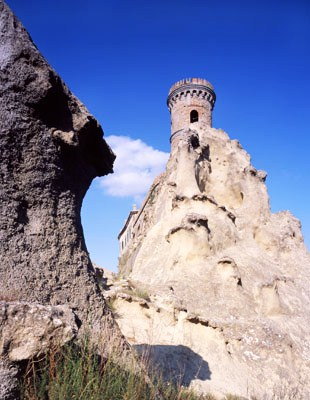

Каккурі (італ. Caccuri, сиц. Caccuri) — муніципалітет в Італії, у регіоні Калабрія, провінція Кротоне.
Каккурі розташоване на відстані близько 470 км на південний схід від Рима, 45 км на північний схід від Катандзаро, 34 км на північний захід від Кротоне.
Населення — 1653 особи (2014).
Покровитель — святий Рох (16 agosto).

## Демографія
Населення за роками:

Станом на 1 січня 2023 року в муніципалітеті офіційно проживало 48 іноземців з 13 країн, серед них 18 громадян країн Євросоюзу та 3 громадяни України.

## Сусідні муніципалітети
- Кастельсілано
- Черенція
- Котронеї
- Роккабернарда
- Сан-Джованні-ін-Фйоре
- Санта-Северина